# Parque natural nacional de Vyzhnytsia
El Parque natural nacional de Vyzhnytsia es un área protegida en el suroeste de Ucrania, cuya administración se encuentra en la ciudad de Berehomet. El parque, de 79,3 km², se encuentra en la parte occidental del óblast de Chernivtsi, en el raión de Vyzhnytsia. Fue creado para la conservación, restauración y uso sostenible de los paisajes naturales de la región histórica de Bucovina, de 25.000 km², situada en las estribaciones nororientales de los montes Cárpatos, con una parte en Ucrania, en el óblast de Chernivtsi, donde está el parque,  y otra en Rumania, en el distrito de Suceava, con sus complejos históricos y culturales únicos.

## Geografía
Con sus 7928 ha, es uno de los parques nacionales más pequeños de los Cárpatos ucranianos. El parque nacional de  Vyzhnytsia se halla en una parte de las tierras bajas de los Cárpatos con un clima bastante templado. En el bosque, dominan el haya y el abeto. El parque está situado entre los Cárpatos exteriores y la región precarpática. En el área de los Cárpatos de Pocutia-Bucovina, las cadenas montañosas son bajas, las crestas son suaves y solo la sierra de Smydovatyi, en la parte sur del parque, puede alcanza elevaciones medias de 1000 m o más. En general, el relieve del parque nacional se caracteriza por contornos suaves, debido a la baja resistencia a la erosión de los sedimentos de flysch que lo componen. Las formas abruptas del terreno y las pendientes de más de 45 a 50° se dan solo en la parte occidental del río Cheremosh, en lugares de areniscas y erosión de los lechos de los ríos. En ocasiones se producen deslizamientos y se forman pedregales de pequeño tamaño. La diversidad del paisaje  está determinada por la pertenencia a las cuencas del río Cheremosh y el río Siret. La parte oriental, por donde fluye el Siret, tiene cadenas montañosas más suaves, amplios valles de ríos tributarios y menos decapaciones geológicas. La parte occidental, por donde fluye el río Cheremosh, se disecciona mucho más intensamente. Es la razón por la que aquí son comunes las pendientes empinadas con afloramientos de rocas, acantilados pintorescos, numerosas cascadas y gargantas.
El clima en el parque nacional es templado continental, notablemente húmedo, con veranos calientes, inviernos suaves y otoños tibios. Hay diferencias microclimáticas significativas entre las dos partes del parque, Siretska y Cheremoshska (esta última es sensiblemente más tibia) y también hay diferencia entre las vertientes sur y norte. Normalmente, en el invierno se mantiene una gruesa cobertura de nieve en las pendientes que miran al norte, mientras en las que miran al sur no hay nieve.
El tipo de suelo varía mucho debido a las diferencias geomorfológicas y climáticas del territorio.

### Flora
La variedad de vegetación y flora del parque nacional se debe a su ubicación en el límite de dos distritos geobotánicos: Sheshorsko-Krasnoyilske, con sus bosques de montaña de piceas, abetos y hayas, y Bolehivsko-Berehomet, con un piedemonte de abetos y hayas. 
Los bosques ocupan más del 95% del territorio. El área más grande del parque está ocupada por bosques de abetos y hayas, rara vez hayedos puros. En general, los bosques de hayas y abetos ocupan el 60% del área arbolada del parque. En algunas partes del parque existen bosques donde los árboles de hayas y abetos alcanzan una altura de 40 m y 70-90 cm de diámetro. Los pastizales (praderas) ocupan un área relativamente pequeña en las laderas y crestas de las crestas.
El número total de plantas vasculares en el parque nacional es igual a 960 especies (incluidas 40 especies enumeradas en el Libro Rojo de Ucrania). Hay 236 especies de briófitas. Entre las especies raras y en peligro de extinción, hay un grupo significativo de especies de orquídeas, que figuran en el Libro Rojo de Ucrania. 
Hoy en día, solo se conocen dos lugares en los Cárpatos donde crecen orquídeas raras, y ambos están en Vyzhnytsia.

### Fauna
La mayoría de los vertebrados del parque son los típicos representantes de los bosques de hoja ancha y mixtos de Europa (cigüeña blanca, águila pomerana, lirón gris, lirón de bosque y enano, gato montés). La proporción de especies de origen mediterráneo es insignificante, siendo representantes comunes: salamandra común, ranita de San Antonio, culebra de Esculapio, etc. También hay una pequeña cantidad de especies típicas de montaña (sapo de vientre amarillo, bisbita costero, lavandera cascadeña, etc.), y especies boreales (urogallo común, mochuelo boreal, cárabo uralense, lince, oso pardo, etc.).
En general, la fauna de vertebrados del parque nacional está representada por una especie de Cyclostomata, 20 especies de peces, 12 especies de anfibios, 7 especies de reptiles, 141 especies de aves, 52 especies de mamíferos. De estas 62 especies que figuran en el Libro Rojo de Ucrania, y 11 especies en la Lista Roja Europea.

## Importancia cultural e histórica
El parque nacional  de Vyzhnytsi se encuentra dentro de la original y atractiva región histórica y etnográfica de Bucovina, extremadamente rica en atracciones históricas y culturales. Dentro de los límites del parque, la mayoría de ellos se concentran en la ciudad de Vyzhnytsia. Este pueblo fue mencionado por primera vez en las crónicas de Moldavia en 1501, y era famoso por su antigua tradición ferial. Los nombres de figuras prominentes de la cultura ucraniana: Yuriy Fedkovych, Lesya Ukrayinka, Iván Frankó, Markò Vovtxok, Olga Kobylianska, Mykhaylo Kotsyubinskyi y otros están estrechamente relacionados con Vyzhnytsia.
Entre los muchos monumentos culturales, históricos y arquitectónicos del parque nacional destacan una iglesia católica, una antigua sinagoga, uno de los santuarios jasídicos de Ucrania, sede de la Facultad de Artes Aplicadas de Vyzhnytsia (anteriormente escuela de tallado), en Vyzhnytsia, las iglesias de Mykolayivska y Mykhaylivska, la iglesia y campanario de Yuryivska, en la ciudad de Berehomet, y las iglesias de Mykolayivska e Ivanivska con campanarios en el pueblo de Vyzhenka.

## Valor recreativo
El área donde se encuentra el parque ha sido tradicionalmente el centro del turismo de Bucovina. Tenía rutas turísticas populares. Hoy se han restaurado las rutas de senderismo activas, junto con los senderos educativos ambientales recién establecidos, comenzando el turismo verde y el centro ambiental y educativo en pleno funcionamiento en Berehomet y el Museo de la Naturaleza en el pueblo de Zeleniv. 
Los territorios vecinos al Parque nacional y algunos del mismo son ricos en aguas minerales. La tradición de usarlos se remonta a milenios. El agua de una fuente única "Céspedes" (solo hay tres de este tipo en Europa) se usó para tratar enfermedades del sistema digestivo y la hemofilia. Esta agua tiene más de 20 iones terapéuticamente activos con varios oligoelementos. En los últimos años se han descubierto dos fuentes más de aguas medicinales y ya ha comenzado su desarrollo industrial.